# 153 Howmore
Unter der Adresse 153 Howmore auf der schottischen Hebrideninsel South Uist befindet sich ein Cottage. 1971 wurde das Bauwerk in die schottischen Denkmallisten in der Kategorie B aufgenommen.

## Geschichte
Bis 1838 stand die Insel unter der Herrschaft des Clan Ranald. In diesem Jahr erwarb John Gordon of Cluny South Uist und vererbte die Insel innerhalb der Familie weiter. Zur Gewinnung von Weidefläche ließ dieser in den folgenden Jahrzehnten zahlreiche Inselbewohner vertreiben. Bei Cottages handelt es sich um typische Crofter-Behausungen, die auf den Hebriden und in den westlichen Highlands allgegenwärtig waren. Heute sind nur noch rund 200 historische Cottages erhalten, von denen 54 auf den Äußeren Hebriden zu finden sind.
153 Howmore wurde vermutlich im Laufe des 19. Jahrhunderts errichtet.

## Beschreibung
153 Howmore steht am Westrand der kleinen Streusiedlung Howmore nahe der Westküste South Uists. Ein kurzes stück westlich steht die Howmore Parish Church. Es handelt sich um ein kleines, eingeschossiges Cottage im Baustile der Insel Skye. Seine ostexponierte Hauptfassade ist drei Achsen weit. Zwei vierflächige Sprossenfenster umgeben die zentrale Eingangstür. In die rückwärtige Fassade ist ein einzelnes Fenster eingelassen. Das Mauerwerk von 153 Howmore besteht aus Feldstein. Zum Schutz vor der Witterung sind die Gebäudekanten gerundet ausgeführt. Historic Scotland beschreibt ein strohgedecktes Walmdach, dessen Sandhafer-Eindeckung mit einem Drahtnetz und beschwerenden Steinen fixiert ist. 2015 wurde jedoch vermerkt, dass die Eindeckung zwischenzeitlich entfernt wurde.
Südlich und westlich sind aufgelassene Außengebäude erwähnt.